# 59A villamos (Budapest)
A budapesti 59A jelzésű villamos a Széll Kálmán tér és a Márton Áron tér között közlekedik. A vonalat a Budapesti Közlekedési Zrt. üzemelteti. Az 59A villamos a Szent János Kórházig közlekedő 59-es betétjárata. A járaton engedélyezett a kerékpárszállítás.

## Története
A második világháborút követően az 59A jelzésű betétjárat látta el a németvölgyi térség közlekedését a Déli pályaudvar – Alkotás utca – Nagyenyed utca – Böszörményi út – Csörsz utca útvonalon, aminek jelzése 1945. július 21-én, a farkasréti szakasz újranyitásával, 59-es lett. A következő években többször is újraindult a betétjárat: elsőként 1947-ben, de még ez év november 16-án 69-es jelzéssel a Batthyány térig hosszabbodott. 1948-ban csak pár hónapot élt meg, augusztus 1. és október 17. között járt. 1951. március 19-én a 69-es villamos a Széll Kálmán térig rövidült, ekkor ismét az 59A jelzést vette fel. 1953. december 7-én jelzését 57-esre módosították és a mai Szent János Kórházig hosszabbították. 1966 és 1983 között temetői sűrítő betétjáratként bukkant fel újra mindenszentek idején, a Farkasréti temető főbejáratáig. 2008. szeptember 6-án az 59-es Széll Kálmán térig közlekedő csonkamenetei az 59A jelzést vették fel. 2009. február 1. óta amennyiben nem áll fent utascsere igénye, a villamosok megállás nélkül áthaladhatnak a megállóhelyeken. 2013. szeptember 16-án engedélyezték a kerékpárszállítást is az 59-59A vonalon. A 2017-es hűvösvölgyi vágányzár idején, május 27. és szeptember 24. között nem közlekedett, eleinte az 59-es, később az 59B villamos pótolta.

## Útvonala
| Márton Áron tér felé |
| Széll Kálmán tér M vá. – Krisztina körút – Magyar jakobinusok tere – Alkotás utca – Nagyenyed utca – Böszörményi út – Apor Vilmos tér – Jagelló út – Németvölgyi út – Érdi út – Márton Áron tér vá. |
| Széll Kálmán tér felé |
| Márton Áron tér vá. – Érdi út – Németvölgyi út – Jagelló út – Apor Vilmos tér – Böszörményi út – Nagyenyed utca – Alkotás utca – Magyar jakobinusok tere – Krisztina körút – Széll Kálmán tér M vá. |

## Megállóhelyei
Az átszállási kapcsolatok között az 59-es és az 59B villamos nincsen feltüntetve.
| 0  | Széll Kálmán tér M végállomás | 14 | 4, 6, 17, 56, 56A, 61 5, 16, 16A, 21, 21A, 22, 22A, 39, 91, 102, 116, 128, 129, 139, 140, 140A, 149, 155, 156, 221, 222 781, 782, 783, 784, 785, 786, 787, 789, 791, 793, 794, 795 | Metróállomás, Autóbusz-állomás, Városmajor, Budai Várnegyed, Nemzeti Média- és Hírközlési Hatóság, Nemzetgazdasági Minisztérium, VOLÁN-buszállomás |
| 2  | Déli pályaudvar M             | 11 | 17, 56, 56A, 61 21, 21A, 39, 102, 139, 140, 140A, 221 S10 S12 S30 G30 Z30 S34 S35 S40 Z40 S42 Z42 IC, sebesvonat, gyorsvonat, expresszvonat,                                       | Metróállomás, Déli pályaudvar, Országos Onkológiai Intézet, Vérmező, Pénzügyi Szervezetek Állami Felügyelete                                       |
| 4  | Kék Golyó utca                | 9  | 21, 21A, 39, 102, 221 | |
| 5  | Királyhágó tér                | 8  | 102, 105, 210, 210B, 212, 212A, 212B | |
| 7  | Kiss János altábornagy utca   | 7  | 102, 105, 212, 212A, 212B | XII. Kerületi önkormányzat, ELTE Tanító- és Óvóképző Kar                                                                                           |
| 8  | Apor Vilmos tér               | 6  | 102, 105, 110, 112, 212, 212A, 212B | |
| 9  | Zólyomi lépcső                | 5  | | Budahegyvidéki bevásárlóközpont |
| 10 | Vas Gereben utca              | 4  | | |
| 11 | Liptó utca                    | 3  | | |
| 12 | Farkasréti temető             | 3  | 8E | Farkasréti temető |
| 13 | Süveg utca                    | 2  | 8E | |
| 14 | Márton Áron tér végállomás    | 0  | 8E, 53 | |